# Hydrostachys
Hydrostachys (gr. „Wasserähre“) ist die einzige Pflanzengattung der Familie der Hydrostachyaceae.

## Beschreibung
Hydrostachys-Arten sind meist einjährige oder seltener mehrjährige krautige Pflanzen, die im Süßwasser untergetaucht wachsen. Sie bilden Knollen und wurzeln im Gewässergrund. Die untergetauchten Laubblätter sind einfach, gefiedert oder zusammengesetzt; sie sehen oft kleinen Farnblättern ähnlich. Es sind kleine (manchmal nicht erkennbare) Nebenblätter vorhanden.
Die Pflanzen sind meist zweihäusig getrenntgeschlechtig (diözisch) oder selten einhäusig getrenntgeschlechtig (monözisch). In ährigen Blütenständen sind die kleinen, eingeschlechtigen Blüten zusammengefasst; sie stehen über der Wasseroberfläche. Blütenhüllblätter sind keine vorhanden. Die unscheinbaren männlichen Blüten bestehen nur aus einem Staubblatt. In den weiblichen Blüten sind zwei Fruchtblätter zu einem oberständigen Fruchtknoten verwachsen. Sie bilden Kapselfrüchte, die viele Samen enthalten.

## Vorkommen
Die Gattung ist in Afrika von Angola, DR Kongo und Tansania bis hin nach KwaZulu-Natal, sowie auf Madagaskar verbreitet.

## Systematik
Es gibt etwa 20 (bis 30) Arten in der Gattung und damit in der Familie (Auswahl):
- Hydrostachys angustisecta Engl. (Syn.: Hydrostachys inaequalis Reim.): Sie kommt in Tansania vor.[3]
- Hydrostachys imbricata A.Juss.: Sie kommt in Madagaskar vor.[3]
- Hydrostachys polymorpha Klotzsch ex A.Braun: Sie kommt von Tansania bis ins südliche Afrika vor.[3]